# Burlesque

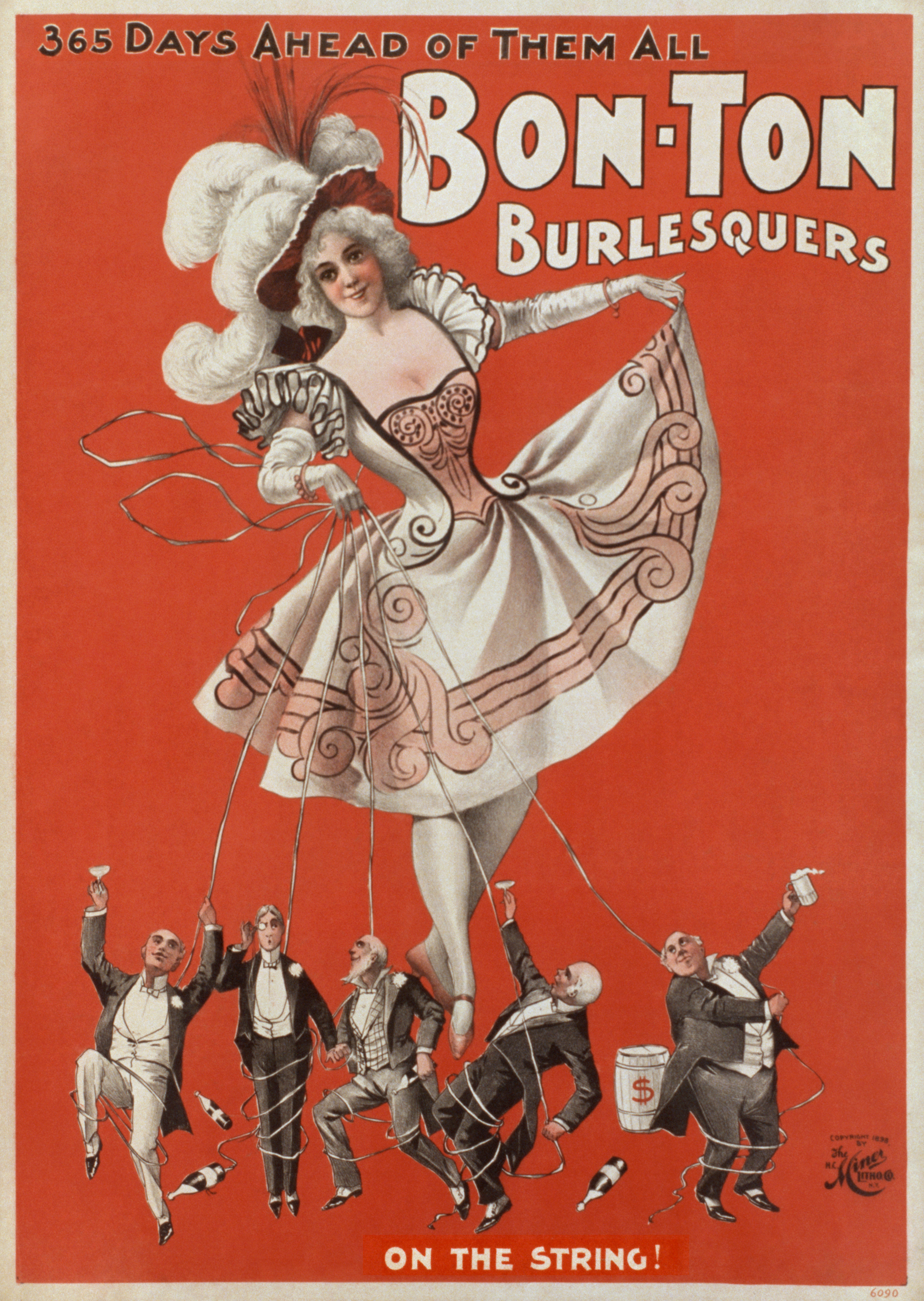
Promocional de Bon-Ton Burlesquers (1898).

El burlesque es un trabajo literario o dramático que se enfoca en la ridiculización de un tema. Con frecuencia, el término se utiliza para referirse al tipo de espectáculo o formato teatral del teatro de variedades que se enfoca a la comedia y a la presentación de diversas rutinas artísticas, surgido durante el siglo XIX, evolución del burlesque literario.
El burlesque es un estilo de arte escénico que se vale de la parodia y la exageración de rasgos para ridiculizar un tema, glorificando lo socialmente inaceptable o degradando lo socialmente dignificado. El estilo teatral comparte diversas características con otros formatos contemporáneos del teatro de variedades de la era victoriana, relacionándose con espectáculos similares como el vaudeville americano, el cabaret francés, la pantomima británica y el music hall británico. El burlesque surge como un estilo literario enfocado a la ridiculización de corrientes literarias y los ejemplares literarios socialmente glorificados. El burlesque dramático surge como una evolución del burlesque literario, que consistió en su adaptación a la obra teatral durante la primera mitad del siglo XIX. El burlesque americano surge como una variante dramática del burlesque europeo de la era victoriana. El género resurge en décadas siguientes, presentando un contenido más erótico en el que se presentan actos artísticos y actuaciones variadas que normalmente involucran un gran contenido sexual o erótico, pero ahora denominado Neo-Burlesque.

## Etimología
El término «burlesque» deriva del término italiano burlesco, el cual a su vez deriva de la palabra burla, que significa broma. Este género comenzó como una presentación teatral que mezclaba la comedia y la sensualidad, a través de diversas rutinas artísticas, siempre en lugares bohemios y de arte independiente.  El género, en especial el dramático de la era victoriana, es ampliamente conocido como extravaganza o travesty (no confundirlo con el transvestismo). Aunque ambos términos son diferentes, han sido relacionados por ser ambos géneros de la comedia y compartir muchas características con el burlesque. El término travesty también puede ser aplicado a cualquier ámbito del burlesque (literario, musical o dramático).[cita requerida]
El travesty es una forma cruda del burlesque que altera el tema hasta transformarlo en algo hilarante o completamente ridículo. La extravaganza, en cambio, representa una forma libre del burlesque dramático y literario, usualmente asociada con la espectacularidad.

## Burlesque literario
El término burlesque en la literatura refiere a un subgénero de la comedia popularizado en la literatura del siglo XVI. La palabra burlesque aparece por primera vez en el título de la obra de Francesco Berni del siglo XVI, Opere burlesche. La obra de Berni crea un nuevo concepto y género en la literatura llamado Burlesche, género en el que el argumento se enfocaba a la ridiculización o satirización de determinado tema o situación. El género fue adoptado por diversos escritores y poetas de la época como Miguel de Cervantes, quien ridiculizaba el romance medieval y el carácter épico en trabajos como Novelas ejemplares y Don Quijote de la Mancha.
El burlesque como género abarcó el periodo literario barroco entre los años 1600 y los años 1750. El burlesque era intencionalmente ridículo al recurrir a técnicas literarias como el cómico-heroico, la parodia y la difamación. El género literario del burlesque, además se dividió en dos subgéneros: burlesque alto y burlesque bajo. El burlesque alto pretendía crear un contexto en el que se dignificaba un tema considerado como cómicamente inapropiado, mientras que el burlesque bajo pretendía ridiculizar de manera irreverente un tema serio.
Se asocia el origen del burlesque literario con la novela cómico-épica atribuida a Homero, Batracomiomaquia (Batalla de ranas y ratones). Otra novela que se asocia al surgimiento del género son las Comedias de Aristóteles que datan del siglo V a. C. El auge del género se ubica en el siglo XVI y XVII en obras como: Virgile Travesty (1648-1653) por Paul Scarron, Hudibras (1663-1678) por Samuel Butler, The Beggar's Opera (1728) por John Gay, Tom Thumb (1730) por Henry Fielding y Chrononhotonthologos (1734) por Henry Carey.

## Burlesque musical
El término burlesque también se utiliza para describir trabajos de operetas musicales del siglo XIX y el siglo XX que expresaban un ánimo alegre con notas irónicas que a veces son contrastantes con la seriedad, de manera similar al concepto en la literatura; frecuentemente las piezas de burlesque se presentan en dos ánimos que cambian repentinamente, dando al escucha una sensación de ironía. La obra musical de burlesque más conocida es el Burleske en Re menor por Richard Strauss, compuesto en 1885.
El ragtime suele ser comparado con el burlesque, ya que ambos comparten ciertas similitudes (tempo rápido y matiz allegro). El ragtime, el jazz y sus subgéneros eran utilizados en shows presentados en casas de burlesque para acompañar a los cantantes que normalmente se presentaban.

## Burlesque victoriano

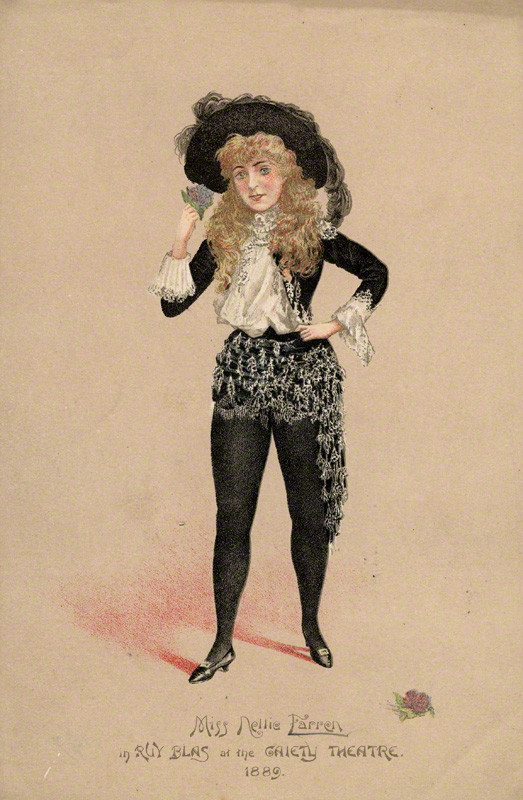
Nellie Farren en Ruy Blas and the Blase Roue (1889).

El burlesque victoriano es un término popular que designa a un formato de burlesque dramático que se relaciona con las distintas expresiones del teatro de variedades de Reino Unido, el cual es ampliamente identificado con su alta popularidad como espectáculo comercial en la época victoriana, entre los años 1830 y 1890. El burlesque victoriano toma diversos elementos artísticos de otro tipo de producciones dramáticas como la pantomima británica, espectáculo de la comedia musical británica que presentaba burlesques de historias infantiles o relatos navideños, el cual, a diferencia de su homófono hispano, presenta diálogos regularmente absurdos entre personajes vistosos, amenizados con obras musicales.
El burlesque victoriano se caracteriza por presentar escenarios paródicos que aluden al estilo convencional de una obra clásica artística preexistente, es decir, se caracteriza por hacer una parodia de una obra dramática, ballet u ópera para reflejar un tipo de burla hacia las nociones tradicionales del estilo convencional de dichos trabajos artísticos. El estilo tradicional del burlesque suele relacionarse con diversos aspectos de la comedia musical, concretamente, la parodia musical; como un auxiliar cómico se realiza el pastiche para ensamblar o citar fragmentos musicales de distintas obras preexistentes, así, crear una forma de parodia hacia el estilo original de las piezas musicales. En la segunda mitad del siglo XIX, debido a la influencia del music hall, el cabaret y el revue, el burlesque victoriano asimila distintos patrones artísticos relacionados con la expresión musical, aplicando diversos elementos de la operetta, la ópera cómica y la opéra-comique.

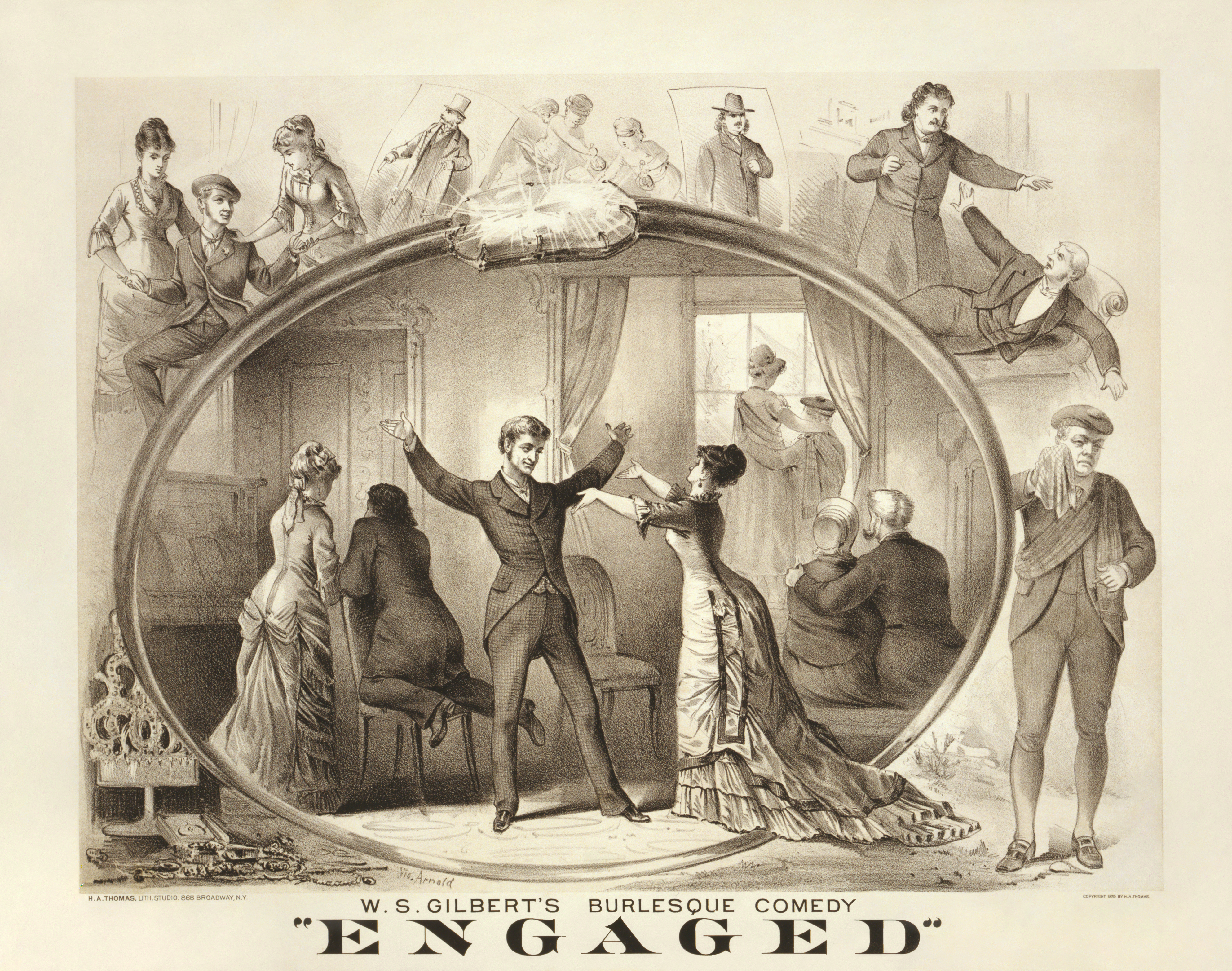
Promocional de Engaged, burlesque de W. S. Gilbert (1879).

Las obras teatrales de burlesque victoriano contenían diversas formas de humor básico que recurrían a sketches sencillos en los que intervenían diálogos absurdos, apologías cómicas y chistes sociales. Los diálogos eran escritos en forma similar a una prosa, los cuales contenían distintos chistes sociales, juegos de palabras, gags y aliteraciones recurrentes. Los burlesques se caracterizan por la ridiculización de obras artísticas preexistentes u hazañas militares que gozaban de gran admiración social. Dicho enfoque dedicado a la ridiculización hizo que a menudo se ridiculizaran obras de gran admiración social como las obras shakespearianas como Romeo y Julieta y Macbeth, cuentos de hadas como Cenicienta y otras obras literarias de diversos autores como Daniel Defoe y Victor Hugo.
Las producciones teatrales de burlesque victoriano se caracterizaron por una excedente y vistosa escenografía que daba al espectáculo calidad de extravaganza o a la Grand Opéra. Como auxiliar cómico se utilizaba el cross-dressing y el drag entre los miembros de su elenco, normalmente compuesto de personas del género femenino. También se incluían otro tipo de espectáculos adicionales a la representación dramática, tales como las rutinas de danza y la ejecución de números musicales. El burlesque victoriano también presentaba elementos musicales que incluían piezas de opera y de music hall (normalmente marchas, musettes, operettas y diversas formas musicales que presentaba un carácter allegro); además era común ver entre los espectáculos de burlesque el género de revista, género en el que se presenta una serie de sketches coordinados, normalmente acompañados con música y en los cuales se hacía notar la presencia estelar de una actriz del elenco a la que se le denominaba vedette.
Los espectáculos eran regularmente mostrados en teatros frecuentados por clases socioeconómicas altas como el Royal Strand Theatre y The Gaiety Theatre en Londres. Lucía Elizabeth Vestris era conocida por producir espectáculos de burlesque y extravaganza en el Teatro Olímpico de Londres; además de revolucionar el teatro inglés e introducir en teatro francés en el Reino Unido. Entre los escritores más populares de burlesque victoriano se encuentran Frederick Hobson Leslie, W. S. Gilbert, Francis Burnand y Henry James Byron. Entre los actores más populares en el género del burlesque se encuentran Edward O'Connor Terry, Nellie Farren y John D'Auban.

### Extravaganza

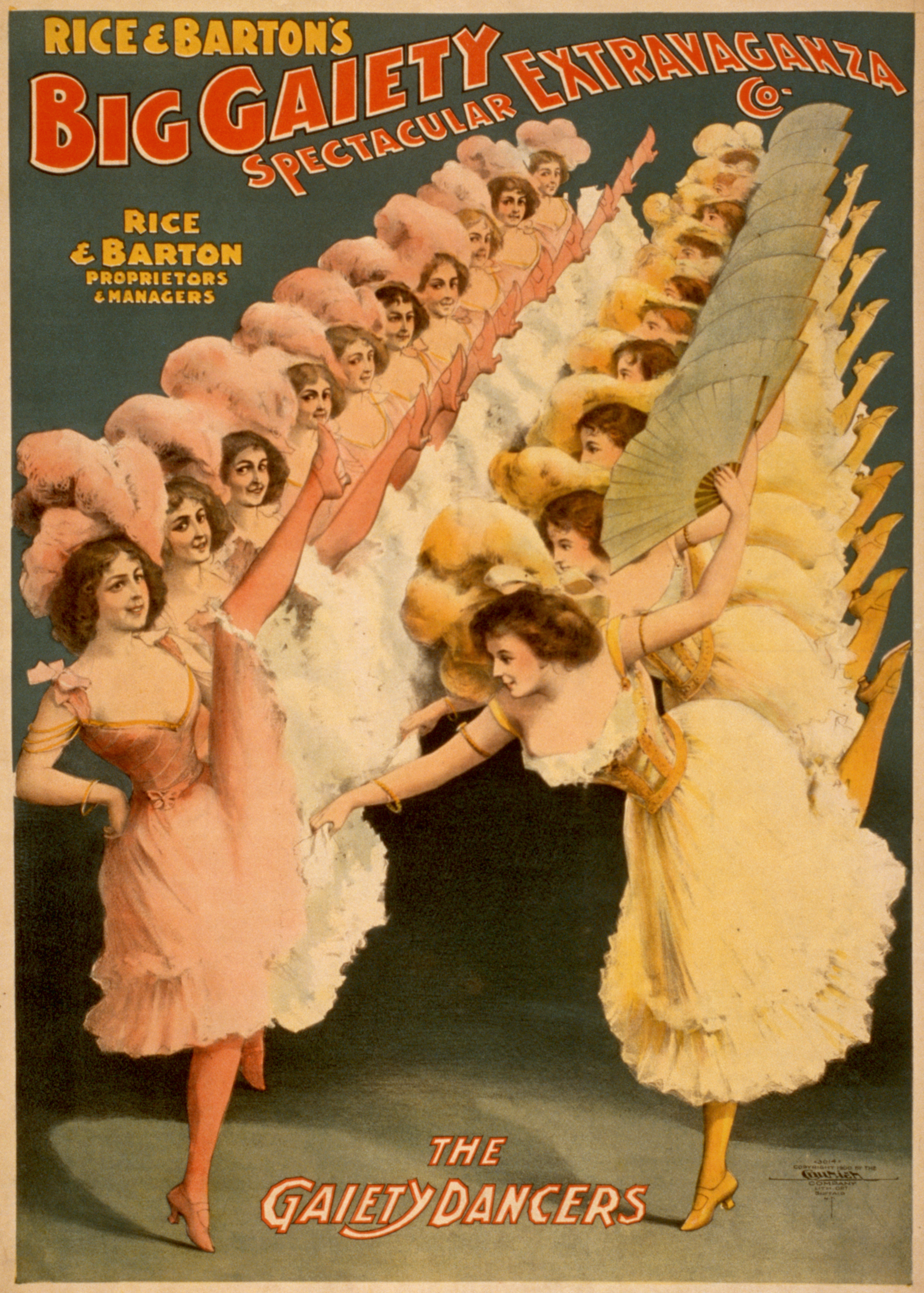
Promocional de Gaiety Dancers of Rice & Barton's Big Gaiety Spectacular Extravaganza Co. (1900)

Extravaganza (del italiano stravaganza, que significa extravagancia) es un trabajo literario o dramático, que se enfoca principalmente a la comedia. Dentro de su enfoque dramático se asimila en la comedia musical, caracterizada por la intervención de diversos elementos artísticos de formatos dramáticos anteriores como la pantomima británica, el burlesque victoriano, la parodia, la operetta, el vaudeville y el music hall.
La extravaganza, en su enfoque teatral, se caracteriza por tener un estilo libre que consta de montajes vistosos para el público, en los cuales normalmente intervenían números de comedia, bailes, números musicales, escenografía elaborada y vestuario exagerado. El espectáculo recreaba parodias y actos humorísticos basados en obras artísticas preexistentes y eventos sociales importantes, los que en algunas ocasiones, tomaban elementos del cabaret y el circo para la creación de producciones teatrales elaboradas y espectaculares.
La extravaganza escénica (extravaganza que refiere a montajes escénicos elaborados) se asimila en distintos elementos de formatos teatrales preexistentes como las mascaradas de los cortesanos en el periodo de la Commedia dell'arte y distintos formatos del teatro de variedades y el show business del siglo XIX, tales como la revista y el vaudeville. De manera similar a la Grand Opéra, la extravaganza presentaba montajes espectaculares con un elenco teatral numeroso, mobiliario y vestuario flamboyant, argumentos complejos y números musicales interpretados por orquestas.
El término extravaganza fue ampliamente utilizado durante la segunda mitad del siglo XIX para referirse a un formato de teatro popular elaborado que fue comercializado entre las clases socioeconómicas altas, popularizado por el dramaturgo británico James Planché. Plaché definió extravaganza como "un tipo de tratamiento caprichoso para los trabajos poéticos".

### Travesty

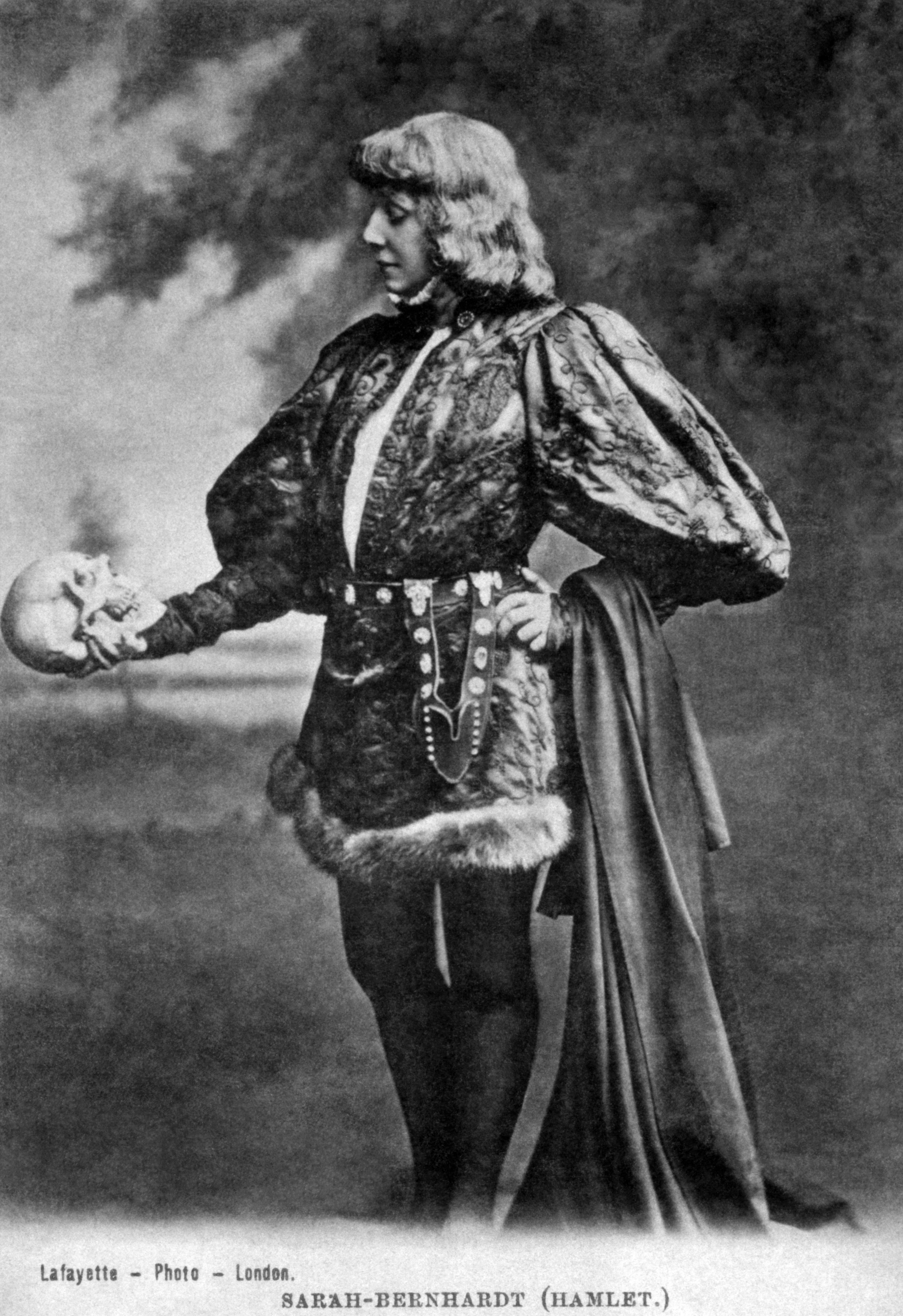
Sarah Bernhardt como Hamlet (c. 1880-1885).

El travesty, travesti o en travesti (posible origen etimológico francés o italiano; a la vez del latín transvestite, del prefijo trans, que significa sobrepasar, y vestite que significa vestir) es un tipo de burlesque teatral y método dramático que se enfoca a la ridiculización de los roles de género, altamente popular en la segunda mitad del siglo XIX. En su representación dramática se recurría al cross-dressing y al drag exagerado (miembros del elenco representando personajes del género opuesto) como un auxiliar cómico que provocara la hilaridad en el espectador, el cual representaba un burlesque tradicional hacia un personaje ficticio o histórico.
El travesty presentaba regularmente drag queens y drag kings que interpretaban una versión satirizada de las nociones tradicionales del género, resultando en la interpretación de un personaje paródico o de caricatura que resultaba irónico e hilarante. Pero otros historiadores sostienen que los verdaderos orígenes del drag son algo más recientes. Lady J, una artista drag con un doctorado en musicología centrado en la historia del drag, sitúa su debut en la Inglaterra victoriana de 1860, cuando Ernest Boulton, del dúo Boulton and Park, describió su acto de travestismo como "drag", el primer uso conocido del término. Algunas versiones sugieren que se inspiró en las enaguas que llevaban los hombres y que se arrastraban por el suelo mientras actuaban (to drag en inglés se traduce como "arrastrar" o "desplazar").
Por la misma época, las imitadoras protagonizaban espectáculos de juglares racistas, en los que los actores, en su mayoría blancos, vestían de negro para representar estereotipos raciales de los afroamericanos. Un personaje común en estos espectáculos de juglares era un yaller gal, o un hombre vestido como una mujer negra de piel clara, dice Lady J.
A medida que el teatro popular evolucionó hacia el estilo vodevil en la década de 1880, esas representaciones pasaron a emular a glamurosas mujeres blancas con cinturas delgadas y maquillaje elegante, tal vez representadas mejor que nadie por Julian Eltinge, una superestrella del cine mudo.
Pero incluso cuando la suplantación femenina estaba de moda en la cultura popular, surgía en Estados Unidos una subcultura de las mencionadas fiestas drag balls, y eso se debe en parte a la primera autodenominada "reina del drag" o "queen of drag", en inglés.  Los términos papel con calzones y transformismo son frecuentemente utilizados para referir a la identidad transgénero drag, la cual se caracteriza por la utilización de indumentaria socialmente asignada al género opuesto con una intención primordial de histrionismo.
El travesty surge del burlesque victoriano, la extravaganza y la pantomima británica. La pantomima británica tenía la peculiaridad de recurrir al cross-dressing como un auxiliar cómico, como la inclusión de ciertos personajes como la pantomime dame (un hombre haciendo drag de una mujer) y el principal boy (una mujer haciendo drag de hombre). En el burlesque victoriano, era común la inclusión de actos en los que intervenían personas (normalmente mujeres) que representaban personajes del género opuesto para producir hilaridad.

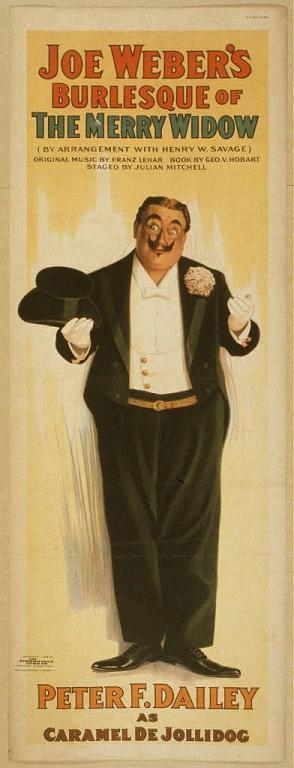
Promocional de The Merry Widow con Peter F. Dailey (c. 1890).

## Burlesque americano
El burlesque americano es una variación estadounidense del burlesque dramático que en sus principios, alrededor de 1865, fue idéntico al género de burlesque presentado en la Europa de la Época Victoriana. En las décadas siguientes el burlesque americano toma características de otros espectáculos de la época como el vodevil. En el periodo de la guerra de Secesión se desarrollan un gran número de espectáculos viajeros establecidos como los dime museum, nickelodeons, shows de minstrel, circos, freak shows, medecine shows, espectáculos de vaudeville, cabarets, ferias y music saloons. Los negocios enfocados al entretenimiento se convirtieron en el show business de finales del siglo XIX. La variante americana del burlesque toma diversos elementos del vaudeville americano y el cabaret.

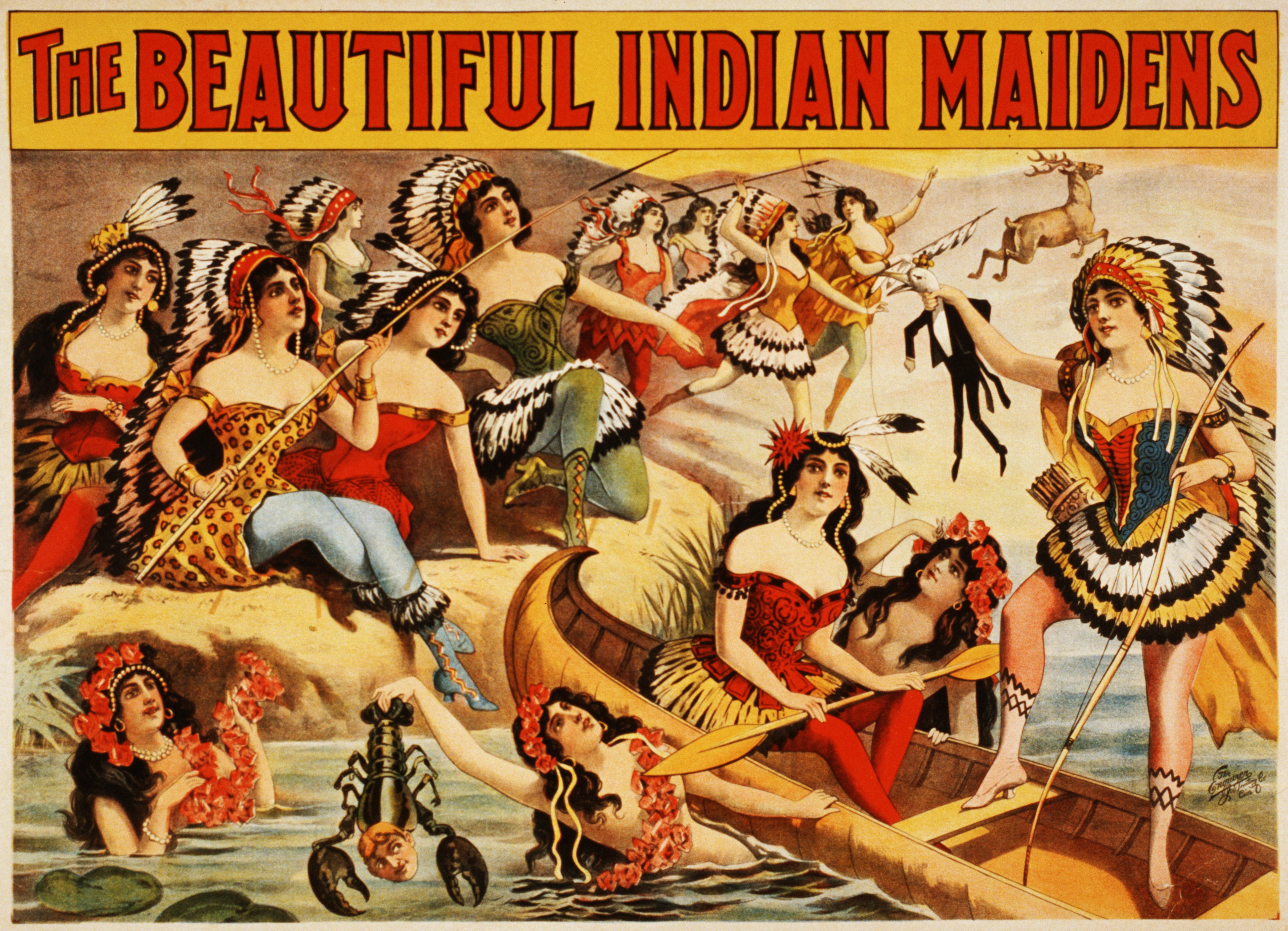
Promocional de The Beautiful Indian Maidens (c. 1899).

El vodevil de la época transformó por completo los espectáculos de la época al incluir mujeres envueltas en escenas y contextos eróticos en sus representaciones, utilizados para atraer al público masculino; creando así una nueva técnica de mercado en el que se utilizaba el erotismo para atraer audiencia. Esto significó la relación entre el vodevil, el cabaret y el burlesque. El burlesque conservaba el mismo sentido de la ridiculización de temas, pero ahora incluía temas más sexuales, apreciados en los espectáculos destinados al consumo popular de distintas clases socioeconómicas que perduraban desde los tiempos de la guerra de Secesión.
El burlesque americano floreció debido a que entre sus actos incluía rutinas que involucraban un factor erótico. Entre los espectáculos del burlesque americano había rutinas inusuales que se ligaban principalmente al vaudeville y el freak show americano, dedicándose a mostrar especímenes humanos inusuales o personas con capacidades físicas inusuales, presentado actos de contorsionismo, personas valuadas por su belleza, actores drag y cross-dressers, bailes exóticos como los bailes de origen árabe y el estriptis, y representaciones dramáticas de un solo acto que recurrían al humor negro, a la comedia musical y a la parodia de trabajos preexistentes y personajes públicos. El espectáculo era normalmente acompañado por números musicales que frecuentemente incluían piezas de jazz de la cultura minstrel, además de presentar un elenco compuesto en su mayoría por actores del género femenino.
El burlesque americano perduró hasta la pérdida de popularidad del teatro de variedades en los últimos años de la década de los 1920, influenciado por la crisis económica en Estados Unidos, la popularidad del cine y la introducción doméstica de las comunicaciones con la radio. El cabaret americano es una variante del cabaret francés clásico que se relaciona en estilo con el burlesque americano y del vaudeville. El cabaret americano sirvió de plataforma para el desarrollo de los orígenes del jazz, entre el periodo de la Era del Jazz, los Felices años veinte y la ley seca. El cabaret americano florece así desde los años 1910 y durante los años 1920 en establecimientos clandestinos como speakeasies y otros establecimientos populares como steakhouses. Este show está próximo al cabaré, a las variedades y al estriptis, pero no se identifica con ninguno de ellos. Su iconografía nos remite a las plumas, los corsés y los guantes, recreando escenas de las décadas de los 20,30, 40 y 50 del siglo pasado.
Debido a que tanto el burlesque americano y el cabaret americano se ubican en la década de los 20, entre la sexualización de los medios, la era de las flappers y la prohibición del alcohol, los espectáculos eran reconocidos por su carácter altamente erótico. Además se realizaba en establecimientos que se dedicaban a la venta clandestina de alcohol en los años 20. Algunas artistas populares del burlesque americano clásico fueron Gypsy Rose Lee y Sally Rand, y otras artistas del pin-up. La mayor concentración de casas de burlesque (especializadas en el burlesque americano, que eran disfrazadas de locales regulares y permanecían ocultas al público general) se encontraba en ciudades como Nueva York y Chicago.

### Neo-burlesque

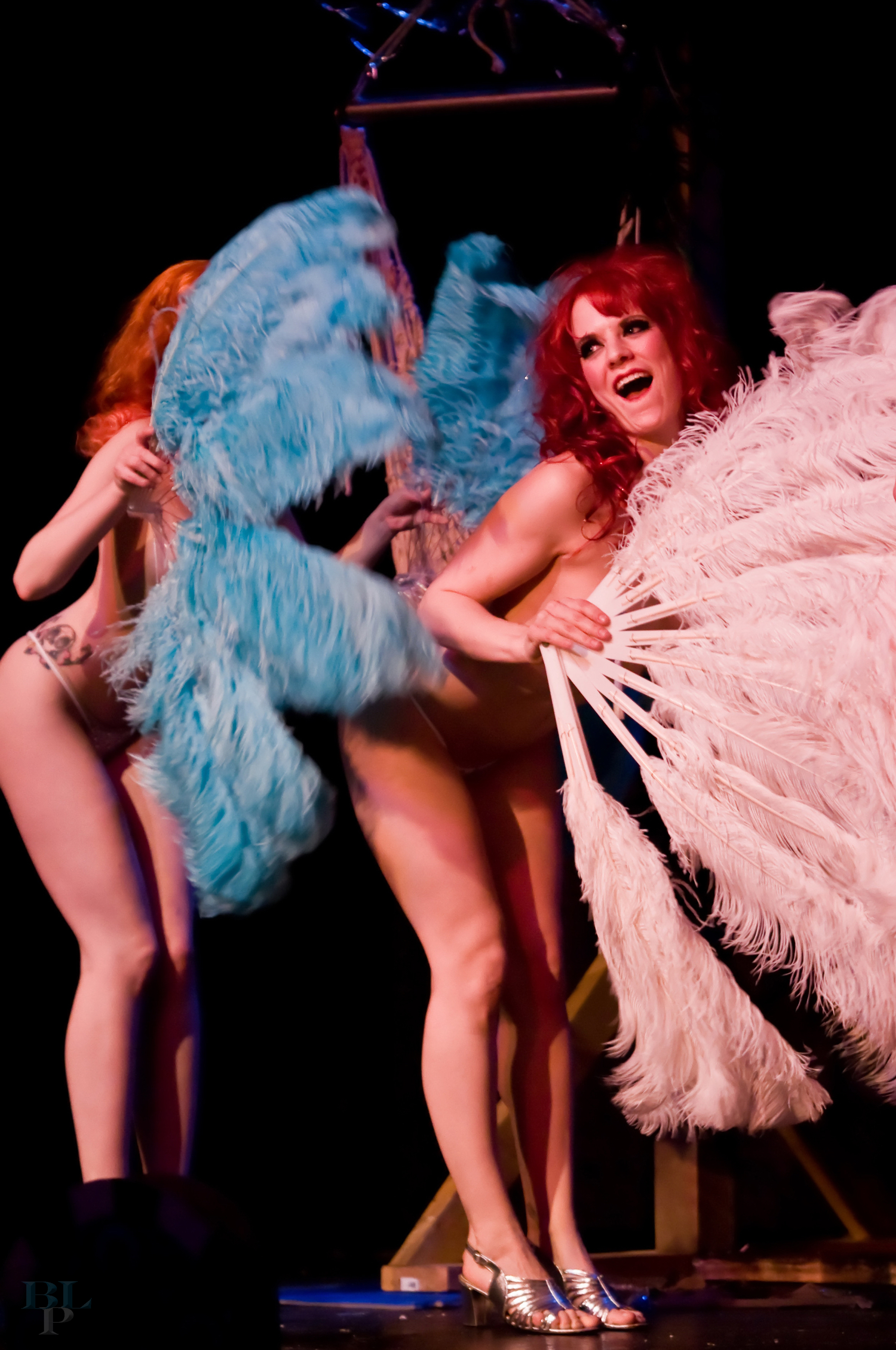
Espectáculo de neo-burlesque en el Vancouver International Burlesque Festival (2011).

El neo-burlesque o nuevo burlesque es un subgénero dramático del burlesque americano, caracterizado por una extensa referencia cultural a los espectáculos de burlesque americano del siglo XIX, modificados con elementos regularmente relacionados con el erotismo, la sexualidad y el humor negro. El neo-burlesque surge en Estados Unidos como una propuesta para traer de vuelta el glamur del Burlesque americano a los teatros en Estados Unidos y Canadá. El culto surge en la década de los noventa en la ciudad de Nueva York, siguiendo en ciudades como Nueva Orleans. El neo-burlesque aparece dentro de establecimientos dedicados a la presentación específica de rutinas variadas, en los cuales también se administra la venta de alcohol.
El neo-burlesque es ampliamente relacionado con un alto contenido sexual en el que se recurre usualmente a la representación de rutinas eróticas en las que participan actores de ambos géneros envueltos en escenarios sexuales, suele incluir el desnudo o el semi-desnudo y suele recurrir a chistes sociales de humor negro y slapstick. Este tipo de espectáculos basa su estilo en la revista moderna y el cabaret revival.
Los shows de neo-burlesque tienen un gran contenido de seducción e insinuación sexual, pero no implica desnudo. Los temas hace referencias sociales o políticas. Artistas muy representativas de este género son Dita Von Teese y Catherine D’Lish.

## Chicas del Burlesque conocidas
Miss Mambo: Miss Mambo (C/Daoiz, 12) es una escuela de seducción y burlesque detrás de la que está la propia Miss Mambo, alter ego de Susana Guerrero. Natural de Baracaldo, lleva dos décadas en Madrid y en los primeros 2000 descubrió aquellos shows que venían de EEUU vía Youtube.
En ellos reconoció las maneras de las grandes estrellas del cine de los 40 y los 50 que veía por la tele de pequeña, donde mujeres muy poderosas jugaban con un erotismo sutil y fascinante. Estudió interpretación y en su camino hacia el cabaré y el teatro musical, se quedó, sin buscarlo, con el burlesque.
A partir del 2006 empezó a actuar y ella animó la escena madrileña con una sesión llamada Viva Las Vegas Club, que con distinta periodicidad duró una década entera (2009-2019) y hasta organizó el Burlesque Spain Fest en 2018 con estrellas internacionales.
Ahora, ha aparcado por un tiempo el artisteo puro y duro y se centra más en su escuela. El lema de Miss Mambo es que todos podemos ser sexis, sea cual sea nuestro cuerpo o nuestra edad. "Yo nunca me sentí femenina y quería mostrarme seductora. En el burlesque he encontrado ese camino para sacar esa parte de mí. Enseño a seducir, que es más que pasearse en bragas por un escenario", explica Susana.
Lady Vita: Miss Viva Las Vegas: es la directora artística de Leclab, un exclusivo club madrileño donde, además, lidera un espectáculo de burlesque único en España, según Morote, inspirado en los años dorados de Hollywood: "Somos un elenco de seis artistas, todos los detalles están muy cuidados, los trajes están hechos a mano y es un espectáculo del burlesque más clásico completamente inmersivo", explica.
Patricia insiste en que el burlesque no es un espectáculo para hombres, sino que está pensado para las mujeres: "Desde su origen, el objetivo es ensalzar la belleza y el poder de las mujeres. En el escenario somos como diosas increíbles, fuertes y seguras", zanja. 